# Museo Tumbas Reales de Sipán
El Museo Tumbas Reales de Sipán es un museo arqueológico peruano inaugurado en el año 2002. Está ubicado en la ciudad de Lambayeque, localizada en el Departamento de Lambayeque. Su diseño arquitectónico se ha inspirado en las antiguas pirámides truncas de la preincaica cultura mochica, (siglo I al VII d. C.). El museo concentra más de dos mil piezas de oro.
El propósito del museo es mostrar la tumba del Señor de Sipán, que fue hallada en 1987 por los arqueólogos peruanos Walter Alva Alva y Luis Chero Zurita. Entre sus piezas se encuentran joyas, cerámicas y ajuares funerarios. 
El hallazgo de las Tumbas Reales del Señor de Sipán marcó un importante hito en la arqueología del continente, porque por primera vez se reveló la magnificencia y majestuosidad del único gobernante del antiguo Perú encontrado hasta esa fecha.

## Características del museo
La estructura, en un área techada de 3.156,45 m², tiene tres pisos. El acceso es a través de una rampa de 74.21 metros de largo, tal y como se accedía a los antiguos templos moches. Dicha pendiente conduce al tercer piso. La visita se realiza de arriba hacia abajo, reviviendo la experiencia del descubridor del Señor de Sipán. Desde el segundo piso, se observa la réplica exacta de la cámara funeraria del antiguo dignatario moche llamado el Señor de Sipán y saber cómo fue su cultura, sus logros tecnológicos y su pensamiento sobre la muerte, entre otros aspectos.

## Descripción
De una estructura con reminiscencias prehispánicas, el descenso será acompañado permanentemente por objetos museográficos que permiten sumergirse en el contexto de la época a través de paneles, vitrinas y proyecciones, observando las valiosas piezas en exhibición.
El centro del museo contiene la Sala Real Mochica donde se encuentra el Señor de Sipán con su ropa de guerrero y pectoral de oro y otras joyas del mismo material; la cámara funeraria del antiguo gobernante, junto a ocho esqueletos de sus acompañantes; otros dignatarios descubiertos, como el sacerdote y el Viejo Señor de Sipán, de la misma investidura que el gobernador moche, todos con sus respectivas vestimentas originales. En esta Sala Real Mochica, hay 35 maniquíes que representan su entorno político, diez de los cuales han sido articulados, por lo que están en movimiento durante las visitas. Esta reconstrucción exacta de lo que fue toda una magnificencia de la corte real del guerrero moche representa fielmente lo que fue un séquito Mochica.
También se pueden ver los ornamentos recuperados del sepulcro, como es el caso del protector coxal de oro, entre otros importantes objetos. Se incluye un mensaje de lo que dejó el saqueo y la importancia de la protección de la herencia cultural del Perú.

## Prendas
Las más de 600 joyas del gobernador moche están colocadas en vitrinas blindadas. Para su conservación, el ambiente es oscuro y sólo hay luz dirigida. Entre las piezas del dignatario mochica destacan estandartes de cobre dorado sobre tela, corona de cobre dorado con símbolos reales, pectorales de conchas, orejeras de oro y turquesas, spondylus, sonajeras de oro, tocado de algodón y adornos en plumas.
En uno de los pisos se exhiben otras piezas de oro, cobre y sobrios tejidos, entre las cuales se destacan orejeras de oro y turquesa, una imagen felina completa, un pectoral de oro confeccionado con caracoles, collares de oro con representaciones de maníes, varios estandartes, una sonajera de oro con la figura de un degollador y un pectoral de cobre.

## Centro de cultura
En el espacio restante del terreno habrá un pabellón que represente todas las culturas del norte del Perú, es decir el gran circuito desde Piura hasta La Libertad pasando por Amazonas y Cajamarca. Más adelante se pretende crear un centro cultural donde se edifique una biblioteca, un jardín botánico con la contribución de los mochicas con sus cultivos alimenticios, industriales y medicinales, un pequeño zoocriadero con fauna típica de la época y finalmente una especie de museo vivo, donde se reconstruirá una pirámide moche y sus barrios artesanales, a fin de que cualquier visitante sienta que puede transportarse a la época de los moches e ingresar al mundo de antaño. En conclusión, lo que se obtendrá es un museo planificado para los próximos 100 años. Para el arqueólogo Walter Alva este monumento cultural es el Museo del siglo XXI.

## Visitas turísticas
El museo está abierto ocho horas diarias, de martes a domingo de 9:00 a. m. a 5:00 p. m.

## Exposiciones internacionales
Hasta el 31 de agosto de 2007 hubo una muestra del Señor de Sipán en el Museo Nacional de Colombia. Este evento fue logrado gracias a las Embajadas de Colombia en el Perú y del Perú en Colombia